# Staurogyne fockeana
Staurogyne fockeana là một loài thực vật có hoa trong họ Ô rô. Loài này được Bremek. miêu tả khoa học đầu tiên năm 1938.